# Сейн Хлайнг
Сейн Хлайнг (бірм. စိန်လှိုင်, pronounced: sèiɰ̃ l̥àiɰ̃; 10 листопада 1918 — 7 травня 2010) — бірманський футболіст і тренер, вважається найуспішнішим тренером в історії національної збірної. У 2004 році Сейн Хлайнг був нагороджений орденом ФІФА «За заслуги» на знак визнання його досягнень як тренера.

## Біографія
Сейн Хлайнг народився в містечку Тамве в Янгоні в родині До Су та У Єйт. Навчався в Національній середній школі Міома. Почав грати у футбол в юному віці та виступав за клуб «Сім зірок», коли ще навчався в середній школі в 1938 році. Пізніше, у 1940 році, він грав за клуб «Союз друзів» на вищому рівні бірманського клубного футболу, а також за національну збірну Бірми на позиції правого півзахисника.
Після закінчення ігрової кар'єри він обійняв свій перший тренерський пост у клубі Департаменту кримінального розшуку в 1952 році. Пропрацювавши тренером у цьому клубі десять років, він був призначений тренером молодіжної збірної Бірми в 1962 році. За час його роботи тренером молодіжна збірна досягла успіху — двічі виграла Азійський турнір до 20 років, а ще чотири рази — спільно з іншими командами.
З 1964 року він також був тренером національної збірної. Він привів національну команду до перемоги на чемпіонатах Азії з футболу в 1966 і 1970 роках і на турнірах Ігор Південно-Східної Азії в 1967, 1969, 1971 і 1973 роках. Бірма розділила цей титул з Таїландом у 1965 році. Це найуспішніший період в історії бірманського футболу.
Він тренував команду, яка кваліфікувалася і брала участь в Олімпійських іграх 1972 року, де, незважаючи на вибуття в першому раунді, бірманська команда виграла нагороду «Чесна гра». Він продовжував тренувати національну збірну до виходу на заслужений відпочинок у 1979 році.
У 2004 році він був нагороджений ФІФА орденом «За заслуги» на знак визнання його заслуг як тренера.

### Смерть
Сейн Хлайнг помер від ускладнень діабету 7 травня 2010 року у своєму будинку на 42-й вулиці міста Ботатаун в Янгоні.

## Досягнення
Нижче наведено список чемпіонатів, здобутих під його керівництвом.
- Азійські ігри: 1966, 1970 (співчемпіон з Південною Кореєю)
- SEA Games: 1965 (з Таїландом), 1967, 1969, 1971, 1973
- Кубок Мердека: 1964, 1967 (з Південною Кореєю), 1971
- Чемпіонат АФК U-19: 1963 (з Південною Кореєю), 1964 (з Ізраїлем), 1966 (з Ізраїлем), 1968, 1969 (з Таїландом), 1970